# SK Petrof Nový Hradec Králové
SK Petrof Nový Hradec Králové (celým názvem: Sportovní klub Petrof Nový Hradec Králové) byl československý klub ledního hokeje, který sídlil v Hradci Králové. Založen byl v roce 1931 a zanikl v roce 1948. Klubové barvy byly červená a zelená.
Své domácí zápasy odehrával na přírodním kluzišti Plachta.

## Historie
21. června 1927 byl založen sportovní klub SK Nový Hradec Králové. Předsedou klubu se stal Václav Kalous a čestným předsedou Vladimír Petrof. O rok později v roce 1928 byl klub sloučen s fotbalovým klubem výrobce hudebních nástrojů továrny Petrof a vznikl tak klub SK Petrof Nový Hradec Králové.
Lední hokej se na Novém Hradci začal hrát od konce 20. let. Zápasy na rybníku Datlík probíhaly zpočátku neorganizovaně. Až v roce 1931 byl v rámci klubu SK Petrof zřízen i samostatný oddíl ledního hokeje. Jeho prvním předsedou se stal Václav Chudý, který hned v roce 1932 podal přihlášku do Českého svazu ledního hokeje. V sezóně 1932/33 se oddíl přihlásil do Východočeské župy hokejové. Hřiště klubu zůstalo na rybníku Datlík, posléze na rybníku Cikán. Poté se klub přestěhoval přímo do areálu továrny Petrof a ke konci hrál na nově zbudovaném kluzišti na fotbalovém hřišti na Plachtě. Po skončení války byl klub přejmenován na Novohradecký SK. V roce 1948 byl klub SK Petrof včleněn do Sokola Nový Hradec Králové.

## Týmové úspěchy
- sezóna 1934/35 - postup do župního finále, kde obsadil 2. místo
- 1935 - postup do divize (druhá nejvyšší soutěž)
- sezóna 1935/36 - účast ve Východočeské divizi
- sezóna 1936/37 - účast ve Východočeské divizi

## Historické názvy
- 1931 – SK Petrof Nový Hradec Králové (Sportovní klub Petrof Nový Hradec Králové)
- 1945 – Novohradecký SK (Novohradecký sportovní klub)
- 1948 – Sokol Nový Hradec Králové